# ولف اسپرینگز (آلاباما)
ولف اسپرینگز (به انگلیسی: Wolf Springs) یک منطقهٔ مسکونی در ایالات متحده آمریکا است که در آلاباما واقع شده‌است. ولف اسپرینگز ۲۱۰٫۰۱ متر بالاتر از سطح دریا واقع شده‌است.